# فیلیپه فرانسا سیلوا
فیلیپه فرانسا سیلوا (به انگلیسی: Felipe França Silva) (زادهٔ ۱۴ مهٔ ۱۹۸۷) شناگر اهل برزیل است.